# Congo-Stanleystad
De Vrije Republiek Congo, vaak aangeduid als Congo-Stanleystad, was een kortstondige rivaliserende regering van de Republiek Congo, gevestigd in Oost-Congo en geleid door Antoine Gizenga.
Na premier Patrice Lumumba werd afgezet in september 1960, te midden van de Congocrisis, voelden veel van zijn aanhangers zich teleurgesteld in de regering in Leopoldstad. Onder Lumumba's plaatsvervanger, Antoine Gizenga, organiseerden linkse krachten zich in Stanleystad, en verklaarden in december hun eigen regering tot de wettelijke opvolger van de premier. Gizenga vergaarde snel militaire steun en had in februari 1961 grote delen van Congolees grondgebied onder controle. In augustus resulteerden onderhandelingen tussen de twee regeringen in Gizenga's bereidheid om af te treden. Hij keerde terug naar de positie van plaatsvervanger onder de nieuwe premier, Cyrille Adoula. Desondanks bleef Gizenga zich distantiëren van het centrale gezag en herstelde hij zijn eigen politieke en militaire invloed. De rivaliserende regering werd pas volledig geïntegreerd in de Republiek Congo toen Gizenga in januari 1962 werd gearresteerd.

## Achtergrond
Op 30 juni 1960 werd Belgisch-Congo onafhankelijk als de Republiek Congo. Echter, de binnenlandse situatie verslechterde snel toen het Congolese leger in opstand kwam, wat het begin betekende van de Congocrisis. Ondanks de inspanningen van premier Lumumba om de troepen te kalmeren, verslechterde de situatie. Katanga en Zuid-Kasaï verklaarden vervolgens hun onafhankelijkheid van de centrale regering. De Verenigde Naties (VN) organiseerden een vredesoperatie en stuurden troepen naar Congo. Op 5 september ontsloeg president Kasavubu Lumumba uit zijn functie. De regering werd verlamd door de politieke strijd die daarop volgde, en op 14 september kondigde kolonel Joseph-Désiré Mobutu een overname aan in Leopoldstad en de installatie van zijn eigen administratie. Twee dagen later werd Lumumba onder huisarrest geplaatst. Tegen oktober waren de aanhangers van de premier ervan overtuigd dat weinig van hun doelen konden worden bereikt via de nieuwe regering. Antoine Gizenga, Lumumba's vicepremier, vertrok op 13 november naar Stanlestad om zijn eigen regering te vormen. Andere nationalisten probeerden zich bij hem aan te sluiten, waaronder Joseph Mbuyi, Maurice Mpolo, Anicet Kashamura, Christophe Gbenye, Pierre Mulele, Joseph Okito en Barthélemy Mujanay Van hen slaagden alleen Kashamura, Gbenye en Mulele. Mpolo en Okito werden gearresteerd en teruggebracht naar de hoofdstad, terwijl Mbuyi en Mujanay werden gedood in de regio Charlesstad.
Generaal Victor Lundula, Lumumba's legercommandant die door Mobutu was gearresteerd, ontsnapte uit hechtenis in Leopoldstad en maakte zijn weg naar Stanleystad. Hij en troepen die hem trouw waren, zwoeren trouw aan Gizenga. De militaire kracht van Gizenga in Orientale nam snel toe, en zijn leger groeide uit tot 6.000 man. Op 26 november organiseerde Lundula een militaire parade in Stanleystad met bijna alle militaire eenheden in Orientale. De samenhang van het leger was voornamelijk te danken aan de bewondering en respect van de soldaten voor Lundula en hun aantrekkingskracht tot de nationalistische idealen van Lumumba. Ook in november stemde de Algemene Vergadering van de Verenigde Naties ermee in een door Kasavubu en Mobutu samengestelde delegatie te erkennen, waarmee de hoop van Lumumba op een legale terugkeer naar de macht definitief werd beëindigd. Op 27 november ontsnapte de afgezette premier uit zijn huis en maakte hij zijn weg naar Stanleystad om zich bij Gizenga aan te sluiten, maar vijf dagen later werd hij gearresteerd en gevangengezet in het legerkamp in Thysstad. Thomas Kanza, Lumumba's aangewezen afgevaardigde bij de Verenigde Naties, wisselde van loyaliteit en trad op als vertegenwoordiger voor Gizenga in het buitenland.

## Geschiedenis

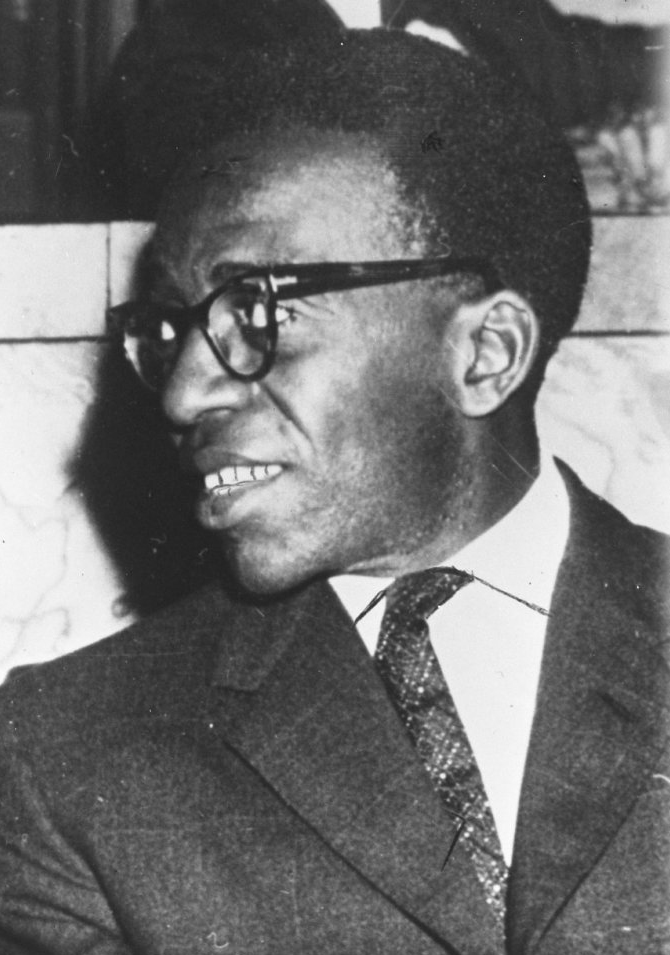
Antoine Gizenga

Op 12 december 1960 verklaarde Gizenga zijn nieuwe regering, de Vrije Republiek Congo, gevestigd in Orientale, als de wettige regeringsautoriteit in Congo. De centrale regering legde vrijwel onmiddellijk een effectieve blokkade op langs de Congorivier. Ondanks de militaire macht die het bezat, slaagde de regering in Stanleystad er nooit in een uitgebreide administratieve structuur op te zetten en functioneerde zij op de manier van een regering in ballingschap. Toch genoot ze meer populariteit dan zowel het College van Commissarissen-Generaal als de regering van Tshombe. De meeste administratieve functies bleven de verantwoordelijkheid van de voormalige provinciale regering, die moeite had om samen te werken met de nieuwe gecentraliseerde autoriteit van Gizenga. De gematigde afgevaardigden van de provinciale assemblee vluchtten naar Leopoldstad.
Tegen 20 februari 1961 werd de Vrije Republiek Congo erkend als de wettige regering van het land door de Sovjet-Unie, China, Mongolië, Polen, Oost-Duitsland, Joegoslavië, Albanië, Bulgarije, Hongarije, Cuba, Irak, de Verenigde Arabische Republiek, Ghana, Guinee, de Algerijnse voorlopige regering en Marokko. Gizenga eiste dat westerse landen hun ambassades verplaatsten naar Stanleystad of het risico liepen dat hun consuls werden uitgewezen.
Sovjet-premier Nikita Chroesjtsjov autoriseerde een betaling van $500.000 aan Mulele. Dit geld moest worden gebruikt om de soldaten van de rivaliserende regering te betalen, aangezien er geen belastingen werden geheven op haar grondgebied en ze geen inkomsten ontving waarmee ze het leger kon financieren. Desalniettemin geloofden Sovjet-spionnen dat Mulele een deel van het geld had verduisterd. De Tsjechische regering stelde voor om het regime van wapens te voorzien via een luchtbrug vanuit Praag via Egypte, maar president Gamal Abdel Nasser verwierp het voorstel.
Ondertussen richtte Generaal Lundula een staf op, bestaande uit officieren voornamelijk uit Orientale en Kasaï. Zijn drie belangrijkste commandanten waren Majoor L. Loso (verantwoordelijk voor de militaire politie), Majoor Joseph Opepe en Kolonel Camille Yangara. Om zijn leger te versterken, intensifieerde Lundula de rekruteringsinspanningen onder de werkloze jongeren in Stanleystad en de jongere leden van het Mouvement National Congolais.
De Vrije Republiek Congo bleef gedurende de winter aan kracht winnen. Op 24 december bezetten troepen uit Stanleystad Bukavu en arresteerden ze de lokale legercommandant. Jean Miruho, de provinciale president van Kivu, probeerde de volgende dag in te grijpen, maar ook hij werd gearresteerd door de soldaten van Gizenga en naar Stanleystad gestuurd, samen met de legercommandant van Bukavu. Verschillende provinciale afgevaardigden werden ook naar Stanleystad gebracht. Bij het aanbreken van de dag op 1 januari 1961 trokken troepen van de centrale regering, geadviseerd door de Belgen, Bukavu binnen vanuit Ruanda-Urundi en bezetten ze het militaire kamp Saio. Vervolgens grepen de troepen uit Stanleystad in, waarbij ze 40 soldaten gevangennamen en de expeditie terugdreven naar Ruanda-Urundi. Beide zijden bleven gedurende de middag over de grens heen schieten. De volgende dag arriveerde Anicet Kashamura om de provinciale administratie van Kivu over te nemen. In de daaropvolgende maanden werd de situatie in Zuid-Kivu chaotisch; Europeanen werden beroofd, geslagen en lastiggevallen, waarbij velen ervoor kozen om het gebied te ontvluchten, terwijl meer dan 200 Congolezen werden gedood. VN-vredeshandhavers konden het geweld niet beheersen.

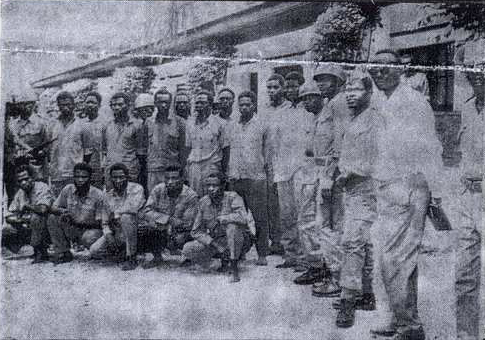
Soldaten van de centrale regering van de aanval op Bukavu worden vastgehouden in Stanleystad

Tegen 10 januari hadden de troepen uit Stanleystad het noordelijke deel van Katanga ingenomen, zo ver als Manono, zonder weerstand te ondervinden. De autoriteit van Gizenga was ook gevestigd over het district Sankuru van de provincie Kasai. Rond die tijd was de controle ook geconsolideerd in Goma en het noordelijke Kivu-gebied. Alle lokale politieke gevangenen werden vrijgelaten. De vrees voor een nieuwe door België gesteunde invasie vanuit Ruanda-Urundi leidde op 12 januari tot een schietpartij over de grens tussen Goma en Gisenyi. De rivaliserende regering bereikte haar grootste territoriale omvang op 24 februari, toen een deel van haar troepen kortstondig trouw zwoer aan het garnizoen van Luluabourg.
Ook in februari werden zeven Lumumba-aanhangers, waaronder de provinciale president van Orientale, Jean-Pierre Finant, berecht door een "traditionele rechtbank" van Baluba-stamhoofden in de buurt van Bakwanga en geëxecuteerd voor het plegen van "misdaden tegen de Baluba-natie". Bij wijze van vergelding schoten de autoriteiten van de Vrije Republiek Congo 15 politieke gevangenen in Stanleystad dood, waaronder Gilbert Pongo, een van de militaire officieren die Lumumba had gevangengenomen, en Lumumba's minister van communicatie, Alphonse Songolo. Songolo had zich medio oktober gedistantieerd van Lumumba's standpunt en was met enkele collega's naar Stanleystad gereisd om steun tegen hem te proberen te krijgen, totdat hij werd gearresteerd. De centrale regering had tevergeefs geprobeerd zijn vrijlating te bewerkstelligen.
Op 17 januari 1961 verslapte de discipline in Thysstad en de centrale regering bracht Lumumba over naar Elisabethstad, de hoofdstad van Katanga. Eenmaal daar werd hij wreed gemarteld door Moïse Tshombe en Godefroid Munongo, zijn belangrijkste politieke rivalen en de leiders van de afscheidingsstaat. Diezelfde nacht werd hij geëxecuteerd door de Katangese Gendarmerie. Toen het nieuws van Lumumba's dood in februari bekend werd, verzamelden 3.000-4.000 woedende soldaten zich in de Europese wijk van Stanleystad om wraak te nemen op de lokale bewoners. Generaal Lundula onderhandelde de hele nacht lang met hen. Uiteindelijk wist hij hen ertoe te bewegen de stad in vrede te verlaten. Op 15 februari liet de regering van Stanleystad alle vastgehouden buitenlanders vrij. Toch bracht de dood van Lumumba de negatieve opinie over zowel Katanga als de centrale regering tot een hoogtepunt. Hopend de situatie te de-escaleren, opende de centrale regering serieuze onderhandelingen met de regering van Gizenga. In maart werd Cléophas Kamitatu vanuit Leopoldstad naar Stanleystad gestuurd voor gesprekken. De blokkade op de Vrije Republiek Congo werd de volgende maand opgeheven.
Verschillende pogingen werden ondernomen in juni om de regering van Gizenga bij de Beweging van Niet-Gebonden Landen te betrekken, maar de voorstellen werden geblokkeerd door andere lidstaten. In juli arriveerde de Sovjet-diplomatieke missie in Stanleystad, gevolgd door de Chinezen later die maand.

### De jureontbinding

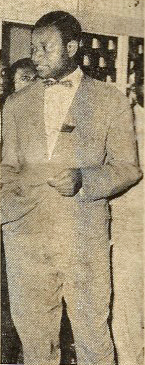
Alfons Songolo

Op 13 juni ontmoetten afgevaardigden van beide regeringen elkaar op de missie van de Verenigde Naties in Leopoldstad voor onderhandelingen. De centrale regering werd vertegenwoordigd door Cyrille Adoula, Jean Bolikango en Marcel Lihau, terwijl de regering van Stanleystad werd vertegenwoordigd door Jacques Massena, Etienne Kihuyu en S. P. Mapago. Er werden bijeenkomsten gehouden gedurende de volgende drie dagen en op 19 juni. Aan het einde van de laatste vergadering ondertekenden de afgevaardigden een overeenkomst waarin werd bepaald dat er een door de VN gesuperviseerde conferentie zou worden gehouden aan de Universiteit van Lovanium om de politieke toekomst van Congo te bespreken.
In juli stelden VN-vredeshandhavers Lovanium af en maakten het gereed voor de hervatting van het parlement. Gbenye, Kashamura en 58 andere afgevaardigden uit Orientale en Kivu woonden de bijeenkomst bij, maar Gizenga koos ervoor om in Stanleystad te blijven. De nationalisten hadden een licht voordeel, en op 2 augustus werd een nieuwe coalitieregering beëdigd met Adoula als premier en Gizenga als eerste vicepremier. Gbenye keerde terug naar Stanleystad om Gizenga ervan te overtuigen naar de hoofdstad te gaan en zijn functie op zich te nemen. Op 6 augustus verklaarde hij zijn erkenning van de regering van Adoula als legitiem, maar deed geen uitspraak over of hij naar Leopoldstad zou gaan. Het herstel van de betrekkingen werd formeel gevierd op 15 augustus toen Adoula naar Stanleystad vloog en een krans legde bij een monument ter ere van Lumumba. Provinciale afgevaardigden uit de regio Sankuru hervatten hun werk in de Provinciale Assemblee van Kasaï.
Met Gizenga teruggebracht in de centrale regering, brachten de Sovjets snel hun diplomatieke missie terug naar Leopoldstad en moedigden Adoula aan om de erfenis van Lumumba voort te zetten en een einde te maken aan de secessie van Katanga. China riep echter zijn diplomatieke missie terug naar Beijing en verklaarde dat de regering van Gizenga "haar bestaan had beëindigd". De Verenigde Arabische Republiek behield zijn ambassadeur in Stanleystad en verklaarde dat het de richting van de regering van Stanleystad zou volgen. Na te zijn geïnformeerd over het plan voor integratie van Stanleystad in de centrale regering, kondigde de VAR aan dat het zijn ambassade in januari 1962 terug zou verplaatsen naar de hoofdstad.

### Definitieve ontbinding
In september 1961 keerde Gizenga terug naar Stanleystad om gewapende troepen te mobiliseren voor een poging om het noordelijke deel van Katanga te heroveren. De invasie mislukte, maar Gizenga weigerde terug te keren naar Léopoldstad. Zonder enige van zijn officiële taken te vervullen, richtte hij een milities op van 300 man op en begon hij Orientale onafhankelijk van de centrale regering te besturen. Op 19 oktober wist hij de afzetting van provinciepresident Jean Manzikala te bewerkstelligen en verving hem door Simon Losala, een van zijn aanhangers. Pro-Gizenga-administrateurs werden geïnstalleerd in de districten Maniema en Sankuru, terwijl legeronderdelen gevestigd in de Orientale en Kivu onder zijn controle leken te staan. De provinciale gendarmerie van Orientale verwierp ook de autoriteit van het centrale regeringsleger en de provinciale autoriteiten, en beloofde volledige loyaliteit aan Gizenga. Tegen november vormde Gizenga opnieuw een aanzienlijke politieke en militaire dreiging voor de regering in Leopoldstad. Zijn acties verdeelden de nationalisten in het parlement die sommigen vonden dat het passend was om zich bij hem aan te sluiten en een regime in Stanleystad opnieuw op te richten, terwijl anderen het beter vonden om in de hoofdstad te blijven en hun voorkeursbeleid via de regering te bevorderen.
Echter, tegen die tijd had Gizenga zijn claim op een legitieme opvolgersregering verloren en leek hij een openlijke opstand te plannen. Maar militaire tegenslagen en politieke achteruitgang in Orientale ontmoedigden Lundula; op 11 november verliet hij Orientale voor Leopoldstad. Diezelfde dag werd de reputatie van Gizenga verder aangetast toen Stanleystad troepen 13 Italiaanse VN-aviatoren vermoordden in wat bekend werd als de Kindu bloedbad. Op 13 november verklaarde Lundula zijn trouw aan de regering van Adoula, de daden van Gizenga als onwettig afwijzend. In december bereikte de centrale regering een tijdelijk bestand met Katanga en richtte ze haar inspanningen op het elimineren van de dreiging die Gizenga vormde.

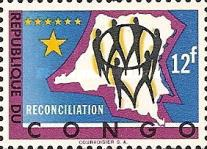
Een postzegel uit 1963 ter herdenking van de "verzoening" van de politieke facties in Congo na het einde van de afscheidingen in Katanga en Zuid-Kasaï, evenals in het oosten

Op 23 december dienden 25 leden van de Kamer van Afgevaardigden, het lagerhuis van het parlement, een motie in waarin ze de centrale regering opriepen Gizenga terug te roepen naar de hoofdstad, zijn gendarmerie te ontbinden en een speciale commissaris te benoemen om de controle over de regering van Orientale over te nemen. Op 8 januari 1962 nam de Kamer van Afgevaardigden een resolutie aan waarin werd geëist dat Gizenga zou worden teruggeroepen en binnen 48 uur zou terugkeren naar Leopoldstad, de ontbinding van zijn militie en de benoeming van een speciale commissie om het centrale gezag in Orientale te herstellen. Twee dagen later reageerde Gizenga door te zeggen dat hij niets zou doen tenzij de afscheiding van Katanga was opgelost. Adoula beval generaal Lundula om Gizenga te arresteren en het resterende deel van zijn regering te ontbinden. Gizenga nam wraak door de provinciale gendarmerie te bevelen Lundula en de VN-functionarissen in Stanleystad vast te houden die onderzoek hadden gedaan naar de wreedheid van Kindu. De officieren van de gendarmerie weigerden het bevel uit te voeren, waarschijnlijk omdat de VN het plaatselijke garnizoen op de hoogte hadden gebracht van de situatie. Op 12 januari werd in de Kamer een motie ingediend om Gizenga uit zijn ministerspost te ontslaan. De volgende dag beloofde de provinciale president van Orientale zijn steun aan de centrale regering en sprak hij de wens uit dat Gizenga Stanleyville zou verlaten. Er volgden botsingen tussen gendarmes en troepen van de centrale regering in de hele stad, waarbij verschillende doden vielen. Lundula verzocht, met de steun van Adoula, om hulp van de VN bij het elimineren van de gendarmerie. VN-secretaris-generaal U Thant gaf vredestroepen opdracht de orde te herstellen terwijl Lundula's soldaten de woning van Gizenga omsingelden. Geleidelijk gaf Gizenga's militie zich over en kreeg hij huisarrest. Van 14 tot 16 januari hielp een peloton vredeshandhavers de troepen van Lundula bij het ontwapenen van de provinciale gendarmerie. Op 15 januari werd Gizenga formeel gecensureerd door het parlement en ontdaan van het vice-premierschap.

## Nasleep
De arrestatie van Gizenga vergrootte de verdeeldheid in het parlement. Op zijn eigen verzoek namen VN-troepen de taak op zich om Gizenga te bewaken. Op 20 januari 1962 werd hij, op aandringen van generaal Lundula en het provinciebestuur, door de VN naar Leopoldstad gevlogen. Twee dagen later verzocht Gizenga de VN de waakzaamheid op te heffen, die snel werd vervangen door de "bescherming" van de centrale overheid. Op 25 januari werd hij opgesloten in kamp Kokolo. Op verzoek van Gizenga vroeg Thant Adoula de wettelijke rechten van de rivaliserende leider te respecteren. In februari verzekerde Adoula de linkse leden van zijn regering dat Gizenga niet zou worden geëxecuteerd. Hij werd uiteindelijk opgesloten op het eiland Bula Mbemba aan de monding van de rivier de Congo, waar hij zou blijven tot zijn vrijlating in 1964.
In mei oordeelde een commissie van het Huis van Afgevaardigden Gizenga schuldig aan het aanzetten tot muiterij, het mishandelen van gevangenen en het zoeken naar buitenlandse hulp (van president Nasser van Egypte) om een opstand te ontketenen. Hij werd formeel afgezet en zijn parlementaire immuniteit werd opgeheven. In augustus werd Orientale verdeeld in drie nieuwe provincies, waardoor haar positie als politiek orgaan werd verzwakt. De volgende maand werd Stanleystad rechtstreeks onder centraal bestuur gebracht.